# Ostkasachstan
Das Gebiet Ostkasachstan (kasachisch Шығыс Қазақстан облысы Schyghys Qasaqstan oblysy, russisch Восточно-Казахстанская область Wostotschno-Kasachstanskaja Oblast) ist ein Gebiet in Kasachstan und liegt im Osten des Landes. Die Bevölkerung besteht zu 54,5 Prozent aus Kasachen, zu 40,5 Prozent aus Russen, und zu 5 Prozent aus anderen Nationalitäten.

## Geographie
Der Ostteil des Oblysy liegt zum großen Teil im Altaigebirge samt dem Qalbagebirge. Die höchste Erhebung ist die auf der Grenze zu Russland liegende Belucha mit 4506 m. Die Temperaturen im Januar liegen durchschnittlich zwischen −17 °C und −26 °C, im Juli zwischen 19 °C und 23 °C. Es fallen jährlich zwischen 120 mm und 1500 mm (im Gebirge) Niederschlag. Der größte Fluss ist der Irtysch, andere größere Flüsse sind Uba, Kurtschum und Buchtarma. Größere Seen sind der Saissansee, welcher in den Buchtarma-Stausee übergeht, sowie Markakol und Alaköl-See, an welchem das Oblysy Anteil hat.

## Geschichte
Das Gebiet Ostkasachstan wurde am 10. März 1932 innerhalb der Kasachischen ASSR der RSFSR gegründet. Semipalatinsk wurde zum Verwaltungszentrum bestimmt.
Durch die sowjetische Verfassung von 1936 wurde das Gebiet am 5. Dezember 1936 Teil der Kasachischen SSR.
Am 15. Januar 1938 wurde aus Teilen des Gebiets und des Gebiets Qaraghandy das Gebiet Pawlodar gebildet.
Am 14. Oktober 1939 wurde aus Teilen des Gebiets und des Gebiets Alma-Ata das Gebiet Semipalatinsk gebildet und das Verwaltungszentrum wurde nach Ust-Kamenogorsk verlegt.
Am 3. Mai 1997 wurde das Gebiet Semipalatinsk eingegliedert.
Am 8. Juni 2022 wurde der westliche Teil des Gebiets, der im Wesentlichen dem früheren Gebiet Semipalatinsk entspricht, in das neue Gebiet Abai ausgegliedert.

## Atomtestgelände Semipalatinsk
In der Nähe von Semei unterhielt die Sowjetunion mit dem Atomwaffentestgelände Semipalatinsk eines ihrer größten Atomwaffentestgelände. Errichtet 1946, wurden dort zwischen 1949 und 1989 insgesamt 498 nukleare Tests durchgeführt, überwiegend zu militärischen Zwecken. Am 29. August 1949 wurde hier die erste sowjetische Atombombe, am 12. August 1953 die welterste Wasserstoffbombe gezündet. Bis 1962 fanden die Tests in der Atmosphäre oder am Boden statt, danach wurden sie unterirdisch durchgeführt. Das ca. 18.000 km² große Testgelände war geheim und streng abgeschirmt. Die nicht informierte Bevölkerung der Umgebung, besonders die Viehhirten, hatten unter starken gesundheitlichen Beeinträchtigungen zu leiden. Eine Kontamination erfolgte in einem Umkreis von bis zu 200 km.

## Bevölkerung

### Bevölkerungsgruppen
| Volksgruppe     | VZ 1989 | VZ 1989 | VZ 1999 | VZ 1999 | VZ 2009 | VZ 2009 |
| Volksgruppe     | Anzahl  | %       | Anzahl  | %       | Anzahl  | %       |
| --------------- | ------- | ------- | ------- | ------- | ------- | ------- |
| Kasachen        | 687.879 | 38,92   | 743.098 | 48,54   | 781.732 | 55,97   |
| Russen          | 914.424 | 51,74   | 694.705 | 45,38   | 561.183 | 40,18   |
| Tataren         | 27.982  | 1,58    | 24.506  | 1,60    | 17.789  | 1,27    |
| Deutsche        | 66.924  | 3,79    | 32.141  | 2,10    | 14.030  | 1,00    |
| Ukrainer        | 35.702  | 2,02    | 15,969  | 1,04    | 7.078   | 0,51    |
| Weißrussen      | 9.085   | 0,51    | 4.524   | 0,30    | 1.999   | 0,14    |
| Tschetschenen   | 2.790   | 0,16    | 1.690   | 0,11    | 1.651   | 0,12    |
| Koreaner        | 1.553   | 0,09    | 1.574   | 0,10    | 1.491   | 0,11    |
| Aserbaidschaner | 1.744   | 0,10    | 1.426   | 0,09    | 1.373   | 0,10    |
| Usbeken         | 2.346   | 0,13    | 1.203   | 0,08    | 1.215   | 0,09    |
| Andere          | 21.340  | 1,20    | 10.188  | 0,67    | 7.325   | 0,52    |

### Einwohnerentwicklung
| Jahr  | Einwohner |
| ----- | --------- |
| 1939¹ | 538.245   |
| 1959¹ | 734.924   |
| 1970¹ | 1.559.078 |
| 1979¹ | 1.646.039 |
| 1989¹ | 1.771.769 |
| 1999¹ | 1.531.024 |
| 2000  | 1.516.785 |

| Jahr | Einwohner |
| ---- | --------- |
| 2001 | 1.499.097 |
| 2002 | 1.482.550 |
| 2003 | 1.465.931 |
| 2004 | 1.455.412 |
| 2005 | 1.442.097 |
| 2006 | 1.431.180 |
| 2007 | 1.424.513 |

| Jahr  | Einwohner |
| ----- | --------- |
| 2008  | 1.417.384 |
| 2009¹ | 1.396.866 |
| 2010  | 1.398.219 |
| 2011  | 1.398.083 |
| 2012  | 1.395.059 |
| 2013  | 1.393.964 |
| 2014  | 1.394.018 |

| Jahr | Einwohner |
| ---- | --------- |
| 2015 | 1.395.324 |
| 2016 | 1.396.086 |
| 2017 | 1.389.568 |
| 2018 | 1.383.745 |
| 2019 | 1.378.527 |
| 2020 | 1.369.597 |

¹ Volkszählungsergebnis

## Politik und Verwaltung

### Verwaltungsgliederung
Das Gebiet ist in elf Bezirke (kasachisch Аудан Audan; russisch Район Rajon) unterteilt. Die Städte Ridder und Öskemen stellen jeweils einen eigenen städtischen Bezirk dar. Weitere Städte sind Altai, Saissan, Schemonaicha und Serebrjansk.

Administrative Gliederung des Gebietes Ostkasachstan

| Audan                 | Fläche [km²] | Einwohner | Verwaltungssitz  |
| --------------------- | ------------ | --------- | ---------------- |
| Altai                 | 10.500       | 59.338    | Altai            |
| Glubokoje             | 7.300        | 55.824    | Glubokoje        |
| Kürschim              | 12.169       | 14.236    | Kürschim         |
| Marqaköl              | 11.029       | 6755      | Marqaköl         |
| Öskemen (Stadt)       | 600          | 378.167   | Öskemen          |
| Qaton-Qaraghai        | 9.407        | 9218      | Qatonqaraghai    |
| Ridder (Stadt)        | 3.400        | 50.871    | Ridder           |
| Saissan               | 10.400       | 35.219    | Saissan          |
| Samar                 | 5.500        | 11.364    | Samarskoje       |
| Schemonaicha          | 4.000        | 40.765    | Schemonaicha     |
| Tarbaghatai           | 23.800       | 18.406    | Aqschar          |
| Ulan                  | 9.500        | 33.199    | Qassym Qaissenow |
| Ülken Naryn           | 3.783        | 10.618    | Ülken Naryn      |
| Stand: 1. Januar 2025 |              |           |                  |

### Äkim (Gouverneur)
Liste der Gouverneure (kasachisch Әкім, Äkim) des Gebietes Ostkasachstan seit 1992:
| Nr. | Name                   | Amtszeit (Beginn) | Amtszeit (Ende)   |
| --- | ---------------------- | ----------------- | ----------------- |
| 1   | Amangeldi Bektemissow  | 10. Februar 1992  | 17. Juni 1994     |
| 2   | Juri Lawrinenko        | 17. Juni 1994     | 28. November 1995 |
| 3   | Leonid Dessjatnik      | 28. November 1995 | 29. April 1996    |
| 4   | Qaschymurat Naghymanow | 29. April 1996    | 10. April 1997    |
| 5   | Wiltali Mette          | 17. April 1997    | 26. Februar 2003  |
| 6   | Talghatbek Abaidildin  | 26. Februar 2003  | 8. Dezember 2004  |
| 7   | Wiktor Chrapunow       | 8. Dezember 2004  | 11. Januar 2007   |
| 8   | Schänibek Käribschanow | 11. Januar 2007   | 7. Mai 2008       |
| 9   | Ädilghasy Bergenow     | 7. Mai 2008       | 4. März 2009      |
| 10  | Berdibek Saparbajew    | 4. März 2009      | 11. November 2014 |
| 11  | Danial Achmetow        | 11. November 2014 | 16. Juni 2023     |
| 12  | Jermek Köscherbajew    | 16. Juni 2023     | amtierend         |

## Wirtschaft und Infrastruktur
In der Gebirgsregion ist die Buntmetallverarbeitung vorherrschend, aufgrund der dort vorhandenen Bodenschätze. Hauptindustrien sind Maschinenbau, Metallverarbeitung, Holzindustrie, Leichtindustrie, Nahrungsmittelindustrie und die Produktion von Baustoffen. Am Irtysch existieren drei Wasserkraftwerke.
In der Landwirtschaft dominieren der Anbau von Weizen, Sonnenblumen, Kartoffeln, Gemüse und Obst. Es werden Rinder, Schafe, Ziegen, Schweine und Pferde gehalten, als landwirtschaftliche Erzeugnisse dienen Fleisch, Milch und Felle.
Auch die Imkerei, die Fischzucht und die Pelztierhaltung sind verbreitet.
Der Irtysch ist schiffbar.